# Luis Oberbeck
Luis Oberbeck (* 3. November 1999 in Neuhof) ist ein deutscher Leichtathlet. Er startet für die Leichtathletikgemeinschaft Göttingen.

## Leben
Oberbeck wuchs in Lamspringe auf. 2018 machte er Abitur am Roswitha-Gymnasium. Oberbeck studiert Betriebswirtschaftslehre in Göttingen.

## Sportliche Karriere
Oberbeck spielte zunächst beim MTV Almstedt Fußball. Mit 19 Jahren wechselte er endgültig in die Leichtathletik. Zunächst startete er für die TSV Neuhof. 2020 wechselte er zu der LG Göttingen.
Nachdem er bei den deutschen Leichtathletik-Hallenmeisterschaften 2023 den fünften Platz im 800-Meter-Lauf erzielte, siegte er im 800-Meter-Lauf bei den deutschen Leichtathletik-Meisterschaften 2023. Bei den deutsche Leichtathletik-Meisterschaften 2024 gewann er im 800-Meter-Lauf die Silbermedaille.

## Bestleistungen
(Stand: 30. Juni 2024)
Halle
- 400 m: 49,80 s, 1. Februar 2020 in Hannover
- 800 m: 1:47,61 min, 20. Januar 2024 in Dortmund

Freiluft
- 200 m: 22,33 s, 20. Juni 2021 in Göttingen
- 400 m: 47,61 s, 5. Juni 2021 in Braunschweig
- 800 m: 1:46,28 min, 25. Mai 2024 in Pfungstadt